# 미타 히사오
미타 히사오(일본어: 三田 尚央, 1991년 5월 20일 ~ )는 일본의 전 축구 선수이다.

## 구단 경력
과거 YSCC 요코하마에서 활동하였다.